# Brad Schlegel
Bradley Wilfred Schlegel (* 22. července 1968, Kitchener) je bývalý kanadský hokejový obránce.
Vystudoval menonitskou střední školu v Kitcheneru, hrál za juniorský tým London Knights, v roce 1988 byl zařazen do výběru Team Canada, se kterým se zúčastnil olympijských turnajů v Albertville a Lillehameru, v obou případech získal stříbrnou medaili. Reprezentoval také na mistrovství světa v ledním hokeji 1995 (3. místo) a mistrovství světa v ledním hokeji 2002 (6. místo). Hrál National Hockey League za Washington Capitals (22 zápasů, 2 asistence) a Calgary Flames (26 zápasů, 1 gól, 6 asistencí). Později působil v Rakousku a Německu, s týmem Kölner Haie se stal v roce 2002 mistrem německé bundesligy.